# Hotel Rainmaker
El Hotel Rainmaker (en inglés: Rainmaker Hotel) fue un hotel de 250 habitaciones de lujo en Utule'i, Pago Pago, Samoa Americana. Fue el único hotel propiamente dicho en Samoa Americana y era controlado por el gobierno. El hotel estuvo en su apogeo en los años 1960 y 1970, cuando era conocido como Hotel Intercontinental del Pacífico. El hotel fue una vez restaurado por Drabbles a un costo de alrededor de $ 2,5 millones. El edificio con techo de paja es ahora un alojamiento privado. En 1980, un desastre aéreo ocurrió cuando un avión de la Marina de los EE. UU. llegó a los cables del teleférico del Monte Alava y se estrelló en el hotel.